# Смирнова, Ева Дмитриевна
Ева Дмитриевна Смирнова (род. 24 августа 2012, Москва) (некоторые источники приводят ошибочное отчество «Евгеньевна») — российская актриса кино и телевидения.

## Биография
Ева Смирнова родилась 24 августа 2012 года в Москве в семье Дмитрия Смирнова и Валентины Никишиной.
В раннем детстве Ева занималась хореографией и посещала курсы актёрского мастерства, где она освоила актёрские навыки. Ева дебютировала на телевидении осенью 2016 года в программе для талантливых детей «Лучше всех», где изображала ведущую новостей. Благодаря своему участию в шоу для детей, она прославилась и её стали приглашать в другие программы, среди которых были «Пусть говорят» и «Звёзды сошлись», а в 2019 году участвовала в программе «Детский КВН».
Ева Смирнова дебютировала в кино в 2018 году, в сериале «Большая игра» в роли дочери Кати. После дебюта в кино последовали роли в фильмах и сериалах «Бихэппи», «Горячая точка», «Обманутые надежды» и «Гости из прошлого», а в мае 2020 года сыграла первую главную роль в сериале «Чума!» она сыграла юную жену Барона.
После главной роли в этом сериале последовала роль в сериале «Настя, соберись!», где она сыграла Бусинку, одну из личностей главной героини. Затем Ева снималась в сериале «Вампиры средней полосы», где сыграла девочку-вампира Милу.
Затем Ева сыграла в фильме «Чебурашка» капризную девочку Соню, которая хочет заполучить к себе Чебурашку. Как позже признавалась актриса, её героиня по характеру совсем не «сюсечка-масюсечка». Эта роль для неё была новой и необычной. В августе 2023 года вышел фильм «Девочка Нина и похитители пианино», в котором Ева сыграла девочку Нину, которую грабители похищают вместе с пианино. После выхода фильма критик Николай Корнацкий писал, что фильм пытается воспроизвести атмосферу фильмов в жанре современной волшебной сказки, а также высоко оценил персонажа, сыгранного Евой.
Весной 2023 года было объявлено, о выходе в сентябре 2023 года сериала «Папины дочки. Новые», в котором Ева играет одну из главных ролей — Диану Васильеву, третью дочь Вениамина Васильева.

## Фильмография
| Год  |   | Название                             | Роль                                             |  |
| ---- | - | ------------------------------------ | ------------------------------------------------ |  |
| 2018 | с | Большая игра                         | дочь Кати                                        |  |
| 2019 | с | Бихэппи                              | Соня                                             |  |
| 2019 | с | Горячая точка                        | Света                                            |  |
| 2020 | с | Обманутые надежды                    | Маруся                                           |  |
| 2020 | с | Гости из прошлого                    | Света                                            |  |
| 2020 | с | Одно лето и вся жизнь                | Леночка                                          |  |
| 2020 | с | Чума!                                | жена Барона                                      |  |
| 2020 | ф | Чумовой Новый Год                    | жена Барона                                      |  |
| 2021 | с | ИП Пирогова 4                        | Алиса                                            |  |
| 2021 | с | Настя, соберись!                     | Бусинка                                          |  |
| 2021 | ф | Прабабушка лёгкого поведения. Начало | Ева, дочь Вовы                                   |  |
| 2021 | с | Чиновница                            | Даша                                             |  |
| 2021 | с | Сын                                  | Люба                                             |  |
| 2021 | с | Проект «Анна Николаевна» 2           | Катя                                             |  |
| 2021 | с | Стас                                 | Соня                                             |  |
| 2022 | ф | Чебурашка                            | Соня                                             |  |
| 2022 | с | Вампиры средней полосы 2             | Мила                                             |  |
| 2022 | ф | Девочка Нина и похитители пианино    | Нина                                             |  |
| 2022 | ф | Лиза и волшебный макет               | Лиза                                             |  |
| 2022 | ф | День слепого Валентина               | Дуся                                             |  |
| 2023 | с | Против всех                          | Ева                                              |  |
| 2023 | с | Папины дочки. Новые                  | Диана Васильева, третья дочь Вениамина Васильева |  |
| 2023 | с | Волшебный участок                    | Василиса                                         |  |
| 2025 | ф | Мой папа — медведь                   | Маша                                             |  |